# Porte d'Italie (metrostation)
Porte d'Italie er en metrostation i Paris' 13. arrondissement på metrolinje 7's sydøstlige sidelinje mod Mairie d'Ivry, og den blev åbnet 7. marts 1930. Den var da en del af metrolinje 10, men et år senere blev den integreret i metrolinje 7. Over metrostationen ligger holdepladsen for sporvognslinje T3.
Stationen ligger under boulevard Masséna, øst for trafikknudepunktet Porte de Choisy på den indre Boulevard Périphérique, og den har fire indgange:
1. Square Hélène Boucher, 2 trapper til Boulevard Masséna
2. Boulevard Masséna, trappe til Boulevard Masséna 166 og trappe til hjørnet af Avenue d'Italie
3. Avenue d'Italie, en trappe til nummer 190
4. Rue Fernand Widal – kun til brug for rejsende fra Mairie d'Ivry, en trappe og en skrå elevator.

Porte d'Italie, som stationen er opkaldt efter, er en af de befæstede porte i bymurene, som Adolphe Thiers lod bygge. Nær stationen ligger en af indgangene til et af Paris' asiatiske kvarterer.

## Trafikforbindelser
- Bus:  RATP     .
- Noctilien, STIF, RATP og Transiliens Parisiske natbusnet:
- Sporvogn:  .